# Nakayama Masa

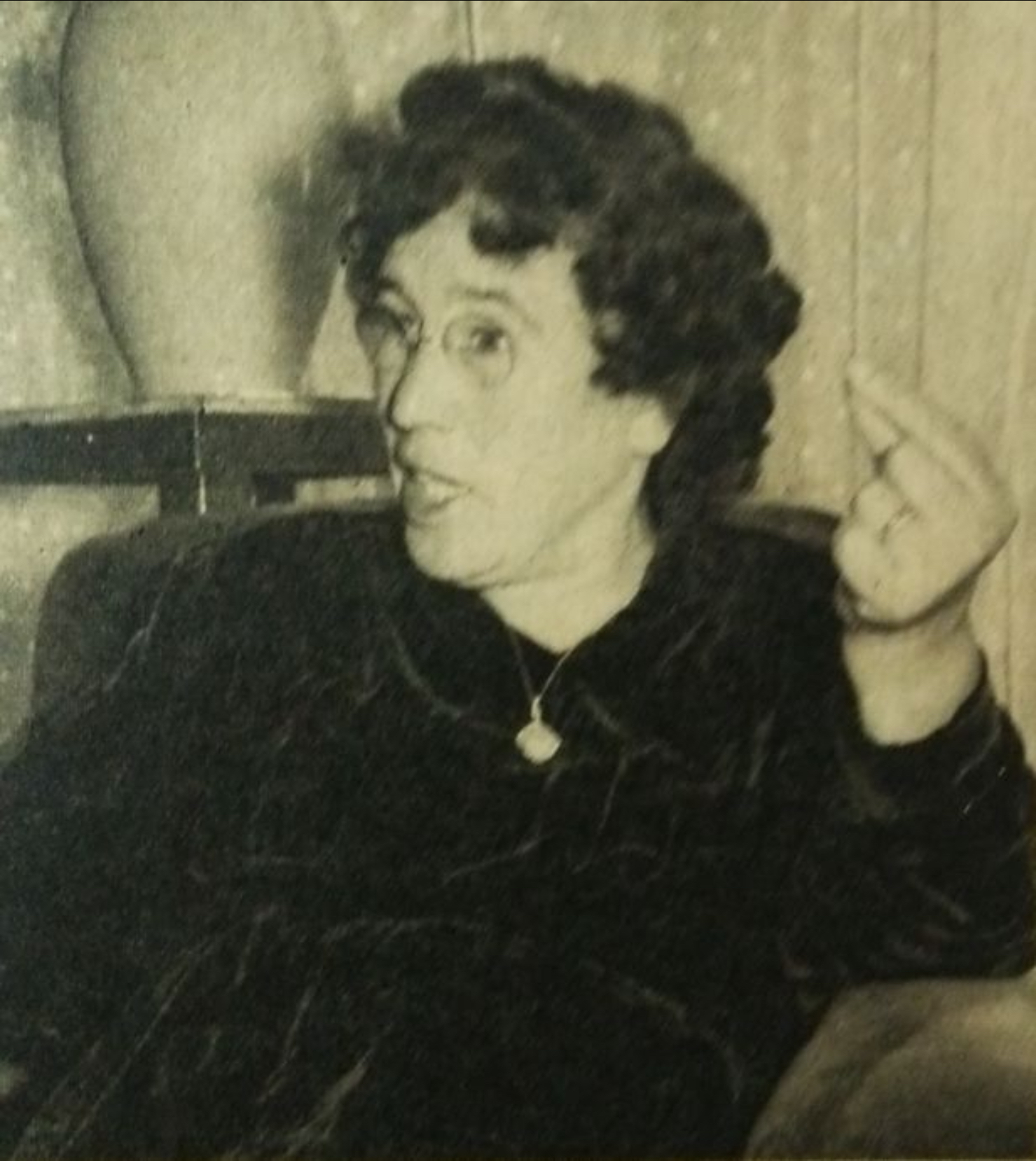
Nakayama Masa (1952)

Nakayama Masa (jap. 中山 マサ; * 19. Januar 1891 in Nagasaki; † 11. Oktober 1976) war eine japanische Politikerin der Liberaldemokratischen Partei (LDP) und die erste Frau, die als Ministerin einem japanischen Kabinett angehörte.
Nakayama studierte an der Ohio Wesleyan University und arbeitete nach ihrer Rückkehr nach Japan als Englischlehrerin. Sie heiratete den Rikken-Minseitō-Politiker Nakayama Fukuzō (中山 福蔵). Nach dem Krieg wurde ihr Mann Abgeordneter des Sangiin, und Nakyama selbst kandidierte bei der Wahl von 1947 erfolgreich im 2. Wahlkreis Ōsaka für das Shūgiin, wo sie danach achtmal wiedergewählt wurde. Vor der Konservativen Fusion gehörte Nakayama zuerst zur Demokratischen Partei, dann zur Demokratisch-Liberalen Partei; danach gehörte sie innerhalb der LDP zur Ōno-Faktion.
Am 19. Juli 1960 wurde Nakayama von Premierminister Ikeda Hayato als Ministerin für Gesundheit und Soziales in sein Kabinett berufen.
Ihr ältester Sohn Tarō und ihr vierter Sohn Masaaki wurden ebenfalls Shūgiin-Abgeordnete der LDP.
| Personendaten    | Personendaten          |
| ---------------- | ---------------------- |
| NAME             | Nakayama, Masa         |
| ALTERNATIVNAMEN  | 中山 マサ (japanisch)  |
| KURZBESCHREIBUNG | japanische Politikerin |
| GEBURTSDATUM     | 19. Januar 1891        |
| GEBURTSORT       | Nagasaki               |
| STERBEDATUM      | 11. Oktober 1976       |